# TFA-Sensor
TFA-Sensoren sind auf CMOS-ASICs basierende elektrische Schaltkreise, die als optische Sensoren, z. B. Bildgeber eingesetzt werden können. Der Name leitet sich her von dem englischen Begriff "thin film on asic". Sie geht zurück auf die Erfindung der Multispektral-Photodiode der Universität Siegen im Jahre 1994.

## Aufbau
Durch Aufdampfen einer Dünnschicht aus amorphem Silizium wird auf einem zuvor hergestellten ASIC eine optisch aktive Mehrfachschicht erzeugt, welche eine Photodiode darstellt. Hierdurch werden die ASICs äußerst lichtempfindlich. Die TFA-Technologie ermöglicht eine besonders kostengünstige Fertigung leistungsfähiger Bildsensoren und ist gleichzeitig gut geeignet für die Integration von Pixelelektronik zur Realisierung intelligenter Bildsensoren. Weiterentwicklungen erfolgten durch die ehemalige Firma Silicon Vision. Diese wurde jedoch im Jahre 2003 nach Insolvenz durch Infineon aufgekauft.

## Anwendungen
Derzeit gibt es weltweit keinen Anbieter für kommerzielle TFA-Bildsensoren in der patentierten NIPIN-Schichtenfolge, die zur Farbrezeption nötig ist. Die Technologie als solche (amorphes hydrogenisiertes Silizium (aSi:H) auf CMOS-Sensoren) wird jedoch erfolgreich bei Röntgensensoren eingesetzt. Dort kommt eine einfach strukturierte Dünnschicht (NIP) für monochrome Aufnahmen zum Einsatz. Ferner existieren Anwendungen im Bereich der Mikrofluidtechnik.

## Auszeichnungen
Für die Erfindung der TFA-Sensoren wurde Prof. Dr. Markus Böhm von der Universität Siegen im Jahre 1996 mit dem Phillip-Morris-Preis ausgezeichnet.

## Vorteile und Nachteile
Im Gegensatz zu den herkömmlichen Technologien, wie z. B. CCDs, ermöglicht die TFA-Technologie eine 3D-Integration von Photodetektoren sowie die Bildvorverarbeitung im ASIC. Dies ermöglicht – bei gleicher Funktionalität – eine größere Pixelzahl, da nur ein Pixel für alle Farben benötigt wird. Allerdings müssen die 3 Farben nacheinander belichtet und ausgelesen werden, was die maximale Zahl der Bilder pro Sekunde (frame rate) limitiert.
Die als TFA-Schicht verwendeten Materialien lassen eine wesentlich höhere Dynamik zu, als z. B. bei CCDs oder reine CMOS-Sensoren. Durch die Verwendung zweier Prozessschritte und Prozesstechnologien können die beiden Komponenten leichter unabhängig voneinander eingestellt werden; so kann die optisch aktive TFA-Schicht gezielt auf optischer Randbedingungen hin optimiert werden.
Aufgrund der Verwendung amorphen Siliziums als lichtempfindliche Schicht sind diese Sensoren jedoch gegenüber dem Staebler-Wronski-Effekt empfindlich. Ähnlich, wie bei Kristallfehlern in einem soliden Halbleiterkristall, existiert auch in amorphem Silizium eine große Zahl von Strukturfehlern, die in Form offener Bindungen (sogenannter "dangling bonds") bestehen. Diese sind zwar üblicherweise durch Wasserstoffatome gesättigt, jedoch besitzen auch im Bereich des sichtbaren Lichts einige Photonen eine ausreichende Energie, um diese Silizium-Wasserstoff-Bindungen aufzubrechen. Mit zunehmender Strahlungsmenge steigt daher der Leckstrom der Sensoren. Dies kann soweit führen, das sich starke Lichtquellen „einbrennen“.